# Holmfirth
Holmfirth är en ort i Storbritannien.   Den ligger i distriktet Kirklees i grevskapet West Yorkshire i riksdelen England, i den centrala delen av landet, 250 km nordväst om huvudstaden London. Holmfirth ligger 150 meter över havet och antalet invånare är 1 980.
Terrängen runt Holmfirth är kuperad åt sydväst, men åt nordost är den platt. Holmfirth ligger nere i en dal. Runt Holmfirth är det tätbefolkat, med 913 invånare per kvadratkilometer. Närmaste större samhälle är Huddersfield, 8,8 km norr om Holmfirth. Trakten runt Holmfirth består i huvudsak av gräsmarker.